# Самотният бегач на дълго разстояние
 Тази статия е за разказа на Алън Силитоу.  За филма на Тони Ричардсън вижте Самотният бегач на дълго разстояние (филм).  
„Самотният бегач на дълго разстояние“ (на английски: The Loneliness of the Long-Distance Runner) е разказ на английския писател Алън Силитоу, публикуван през 1959 година в едноименния сборник.
В центъра на сюжета е младеж от работническо семейство, който извършва обир и е изпратен в изправителен дом. Там получава редица привилегии от ръководството, заради възможността да спечели състезание по бягане, но умишлено се проваля, въпреки очакваните тежки последствия. Разказът придобива широка известност и е едно от най-популярните произведения на Силитоу и на литературното движение на Сърдитите млади хора.